# Geoffrey Keezer
Geoffrey Keezer (Eau Claire, 1970. november 20. vagy 1970. november 21. –) amerikai dzsesszzongorista.

## Pályakép
Zenészek, illetve zenepedagógusok gyermeke. 17 éves korában beajánlották Art Blakey Jazz Messengerébe; 1988 és 1990 között volt az együttes zongoristája. Ezután Art Farmer és mások zongoristája lett.
Húszas éveiben olyanokkal játszott, mint Ray Brown, Benny Golson, Joshua Redman; kísérte Diana Krallt és Dianne Reevest is. Stinggel, Wayne Shorterrel is dolgozott.
Turnéi voltak David Sanborn, Chris Botti, Joe Locke, Christian McBride társaságában.

## Lemezek
- 1989: Curveball
- 1990: Waiting in the Wings
- 1991: Here and Now
- 1992: World Music
- 1992: Other Spheres
- 1993: Trio
- 1998: Turn Up the Quiet
- 2000: Zero One
- 2002: Storms/Nocturnes
- 2003: Sublime: Honoring the Music of Hank Jones
- 2003: Falling Up
- 2005: Wildcrafted: Live at the Dakota

## Díjak
- Háromszor jelölték Grammy-díjra (2009, 2010, 2019).